# Victor Vlad Delamarina
Victor Vlad Delamarina (n. 31 august 1870, Satul-Mic, azi localitatea Victor Vlad Delamarina, județul Timiș – d. 15 mai 1896, Herendești, județul Timiș) a fost un marinar, militar, poet și scriitor român, acuarelist. S-a remarcat prin poeziile sale scrise în grai bănățean.

## Viața
S-a născut la Satul-Mic, unde tatăl său, Ion Vlad, era pe atunci așa-numit „solgăbirău” (jurist). Mama, Sofia Vlad, născută Rădulescu, provine dintr-o familie de intelectuali din satul Chizătău înrudită cu familia Bredicenilor. În 1876 este înscris direct în clasa a doua, și pe parcursul anilor schimbă diverse școli din Lugoj. În 1881 este înscris la gimnaziul din Lugoj.
Anul 1882 îl va marca pe scriitor prin moartea despoticului său tată. După acest tragic eveniment, mama sa s-a mutat la București împreună cu cele trei fiice, iar Victor rămâne la Lugoj în grija bunicilor materni și a unei mătuși. Poetul visează să intre la școala militară: „Planul meu este să întru în școala militară din România”.
În toamna lui 1884 copilul de numai 14 ani face cunoștință cu Bucureștiul și este înscris la Colegiul Sf. Sava. Aici are ocazia să-l cunoască pe Ion Heliade-Rădulescu și își descoperă pasiunea pentru desen. O clipă este tentat chiar să urmeze cursurile școlii de desen. În vizită la școala de belle-arte, din București este primit de Theodor Aman.

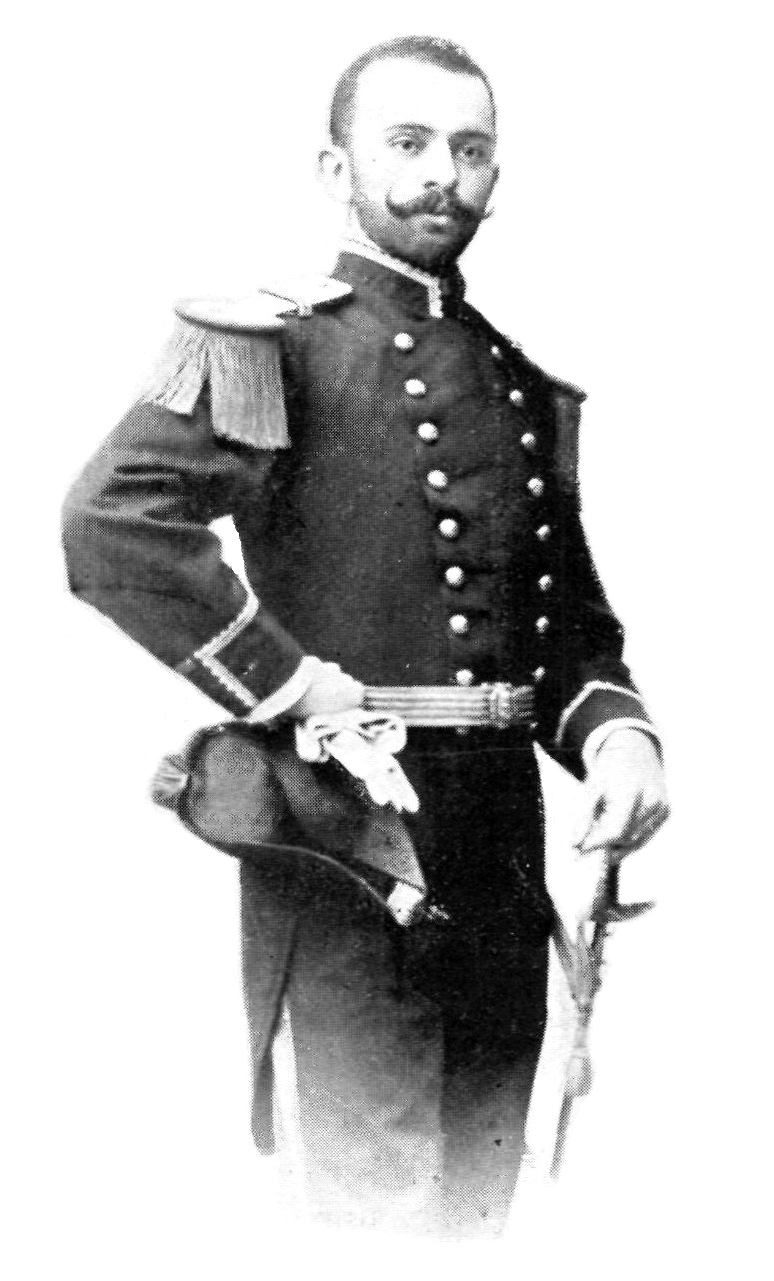
Victor Vlad Delamarina

În 1885, în urma intervențiilor unchiului său Constantin Rădulescu (medic la București), este înscris la Liceul Militar din Craiova. Dar copilul sensibil nu va rezista mult tratamentului greoi la care erau supuși viitorii ofițeri, astfel, că în decembrie 1887, "unchiul Costi" îl transferă din nou, de data aceasta la Iași. Liceul ieșean se dovedește un mediu propice dezvoltării sale spirituale: face progrese vizibile la studii, în arta desenului se conturează formația sa morală. „Camarazii mei mă numeau deja poliglot, și în dese ocazii ca să-mi facă complimente ajungeam la fraze ca acestea: «Mă, bine de tine că știi atâtea limbi!... Tu scrii, ia să vedem pe degete, românește, franțuzește, nemțește, ungurește, italienește, ce vrei mai mult?»”
Din 1890, timp de doi ani, urmează cursurile școlii militare superioare din București iar în 1891, vara, face o călătorie cu Bricul Mircea pe Marea Neagră, prin Bosfor, pe Marea Egee. Pictează acuarele inspirate din peisajul marin.
În luna iulie 1892 este confirmat ofițer și își ia serviciul în primire ca sublocotenent de marină la Galați, apoi la Sulina, pe vasul Bistrița. În 1893 face o călătorie mai lungă, bogată în impresii, pe crucișătorul Elisabeta.
În 1894, în ziarul timișorean „Dreptatea”, apar cele dintâi versuri și note din călătoria pe bricul „Mircea”, semnate „Delamarina”.
În aprilie 1895 este înaintat la gradul de locotenent de marină.
Bolnav de tuberculoză, și agravândui-se boala, își ia un concediu mai lung și este trimis de familie pentru tratament la sanatoriile de la Bad Wörishofen (Germania), Abbazia (Croația) și Merano (Italia).
Se pare că acum scrie însemnările autobiografice „Cartea vieții mele”. Tot acum își definitivează acuarelele, pe baza schițelor de călătorie, sperând din tot sufletul să devină pictor.
În aprilie 1896, simțindu-se tot mai slăbit, se întoarce din străinătate acasă. În drum spre Lugoj, poposește câteva zile la Budapesta, la Tiberiu Brediceanu, care îl înseninează cântându-i la pian melodii populare lugojene.
La 3/15 mai 1896 încetează din viață la Petroasa Mare, în apropiere de Satul-Mic. Avea 26 ani. A doua zi, petrecut de consăteni, trupul său neînsuflețit este dus într-un car cu boi și înmormântat la Lugoj.

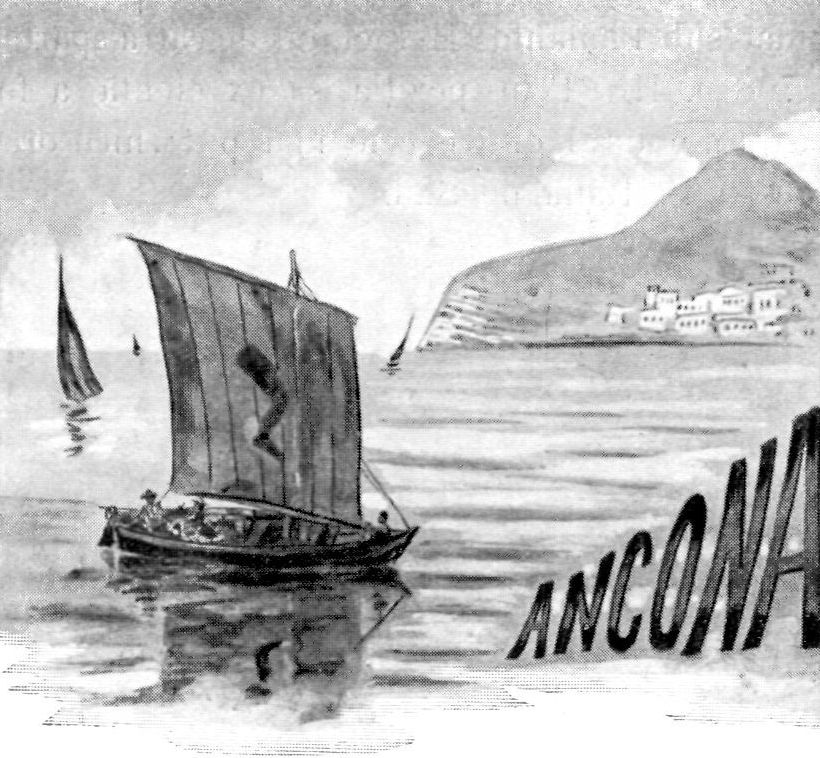
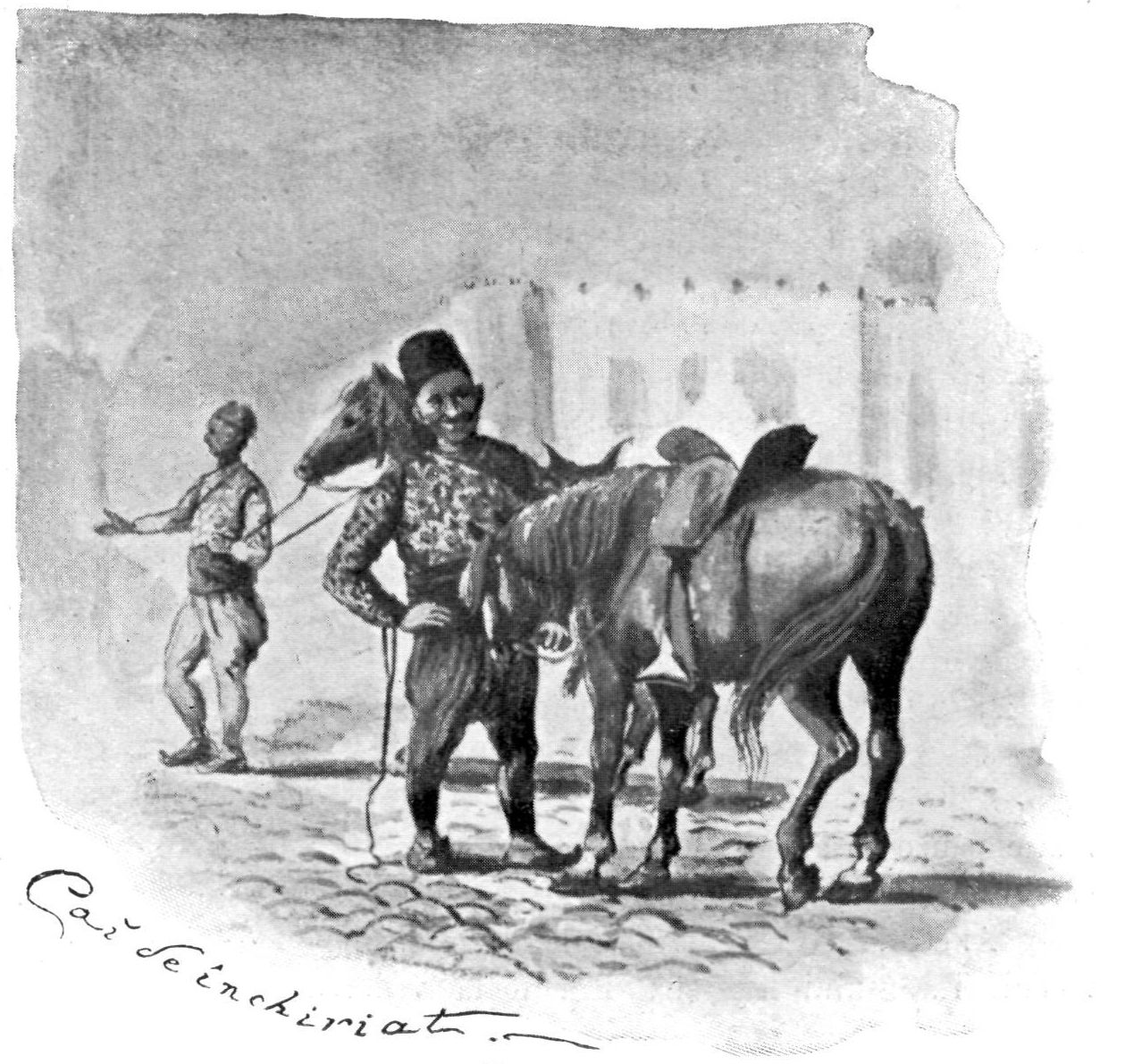
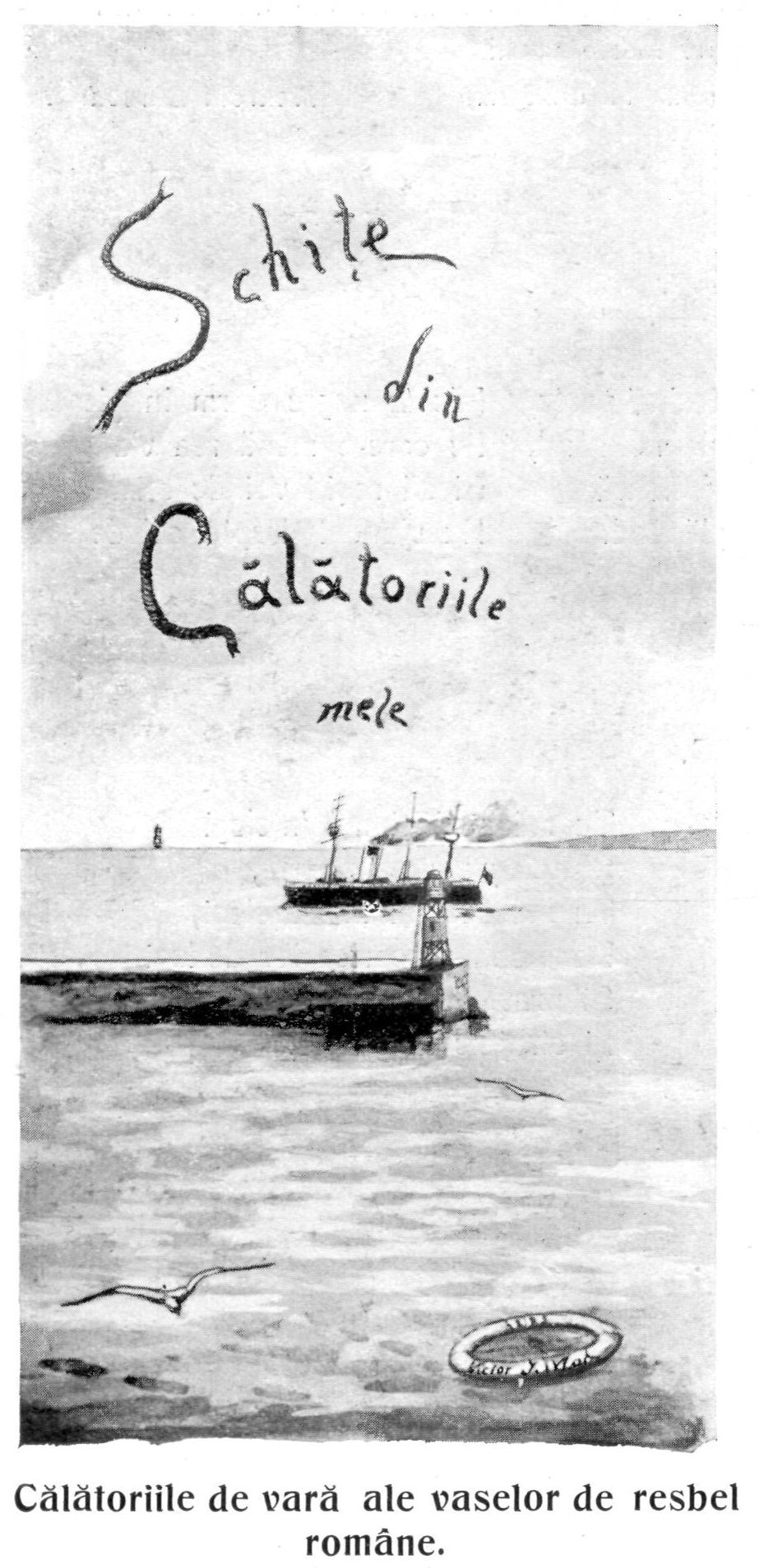
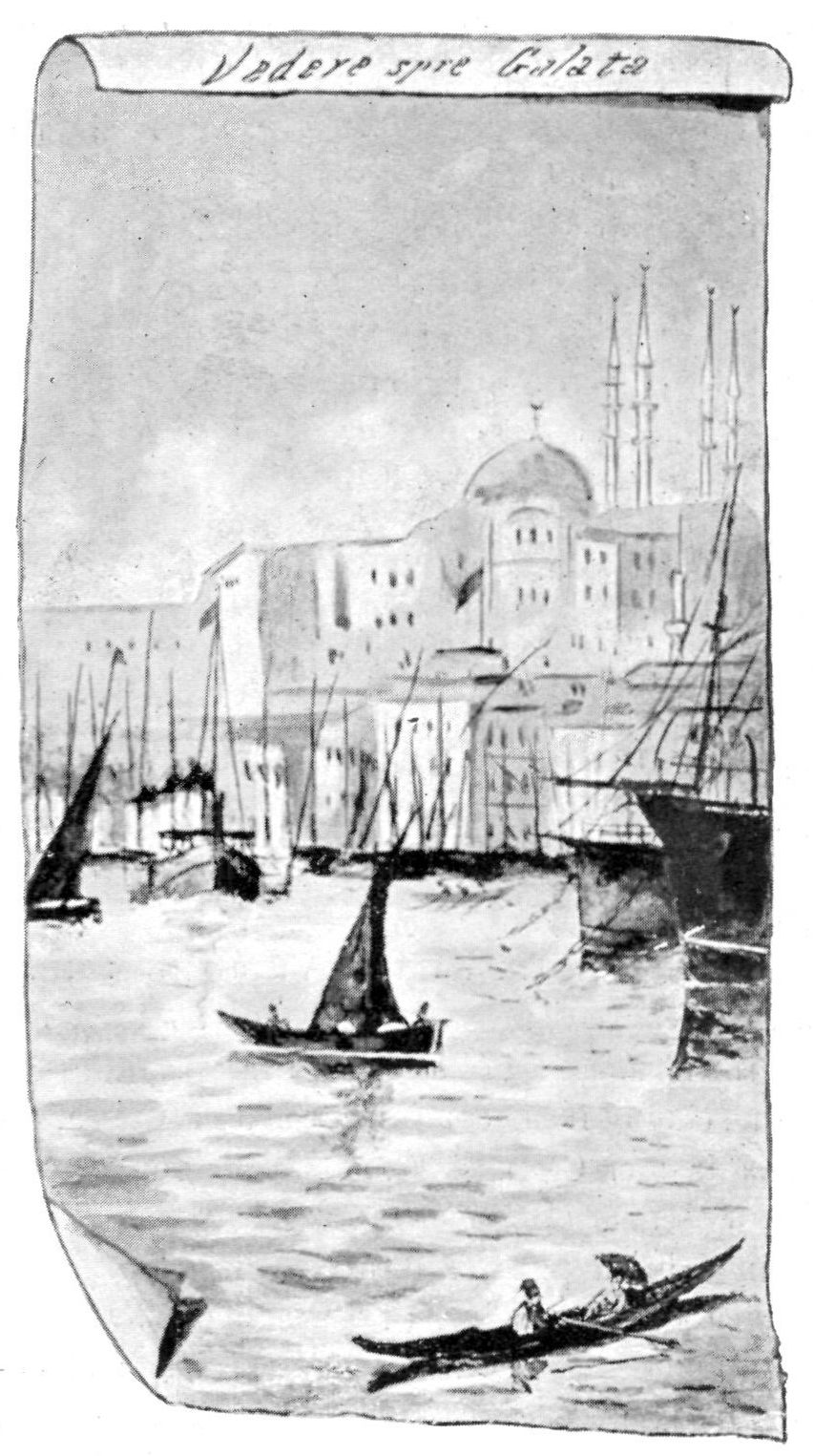
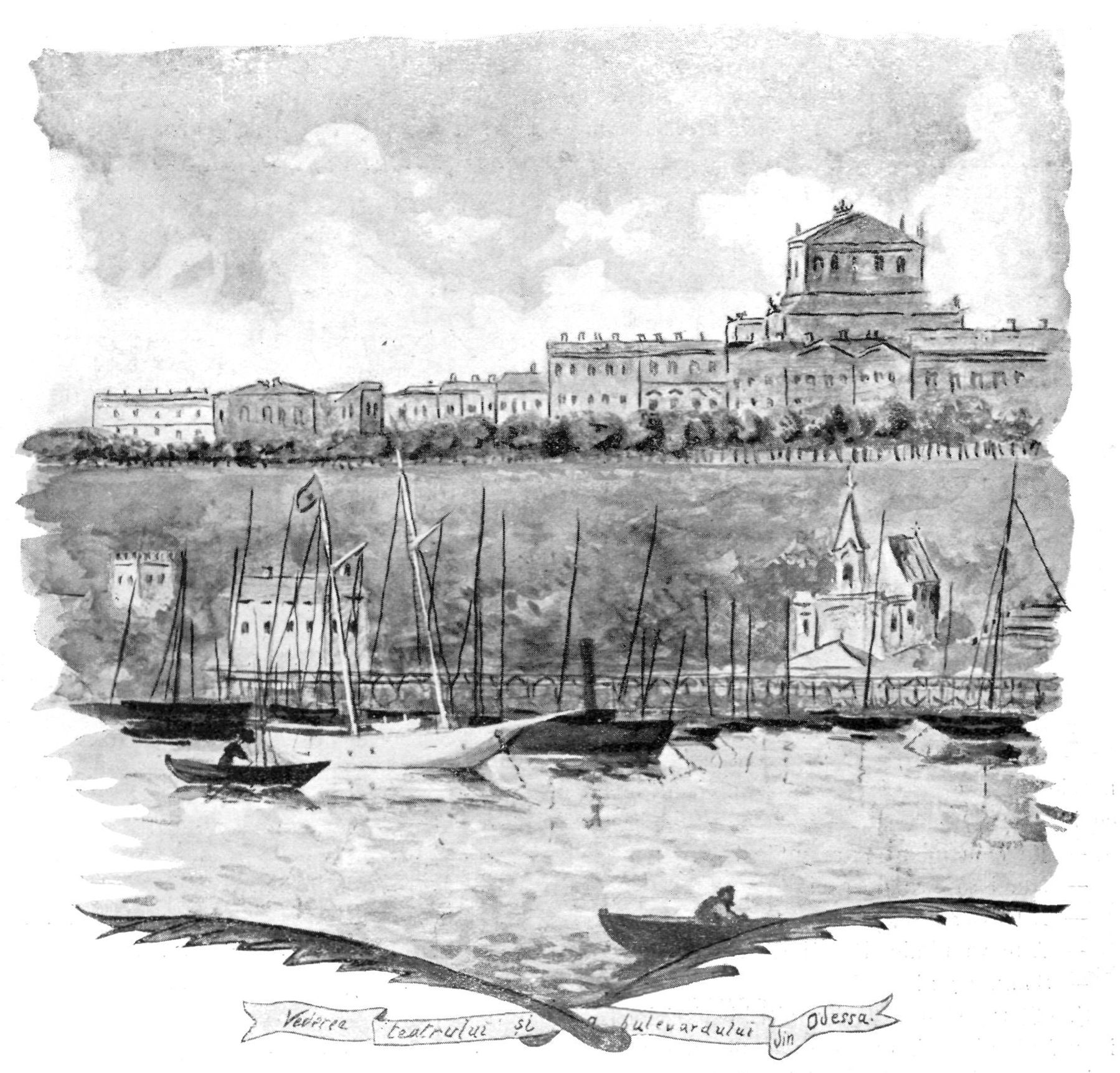
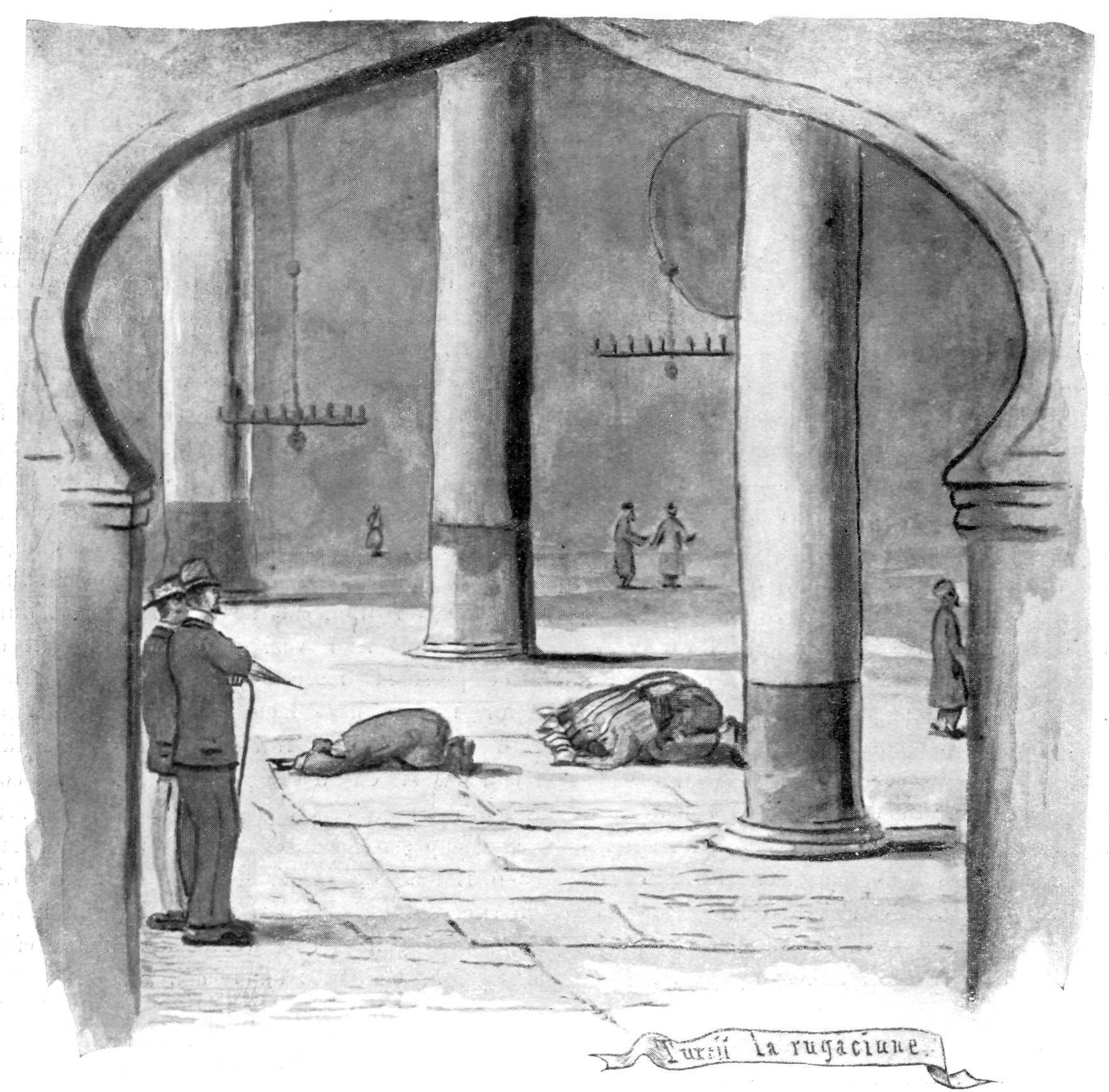